# 루돌프 슈타믈러

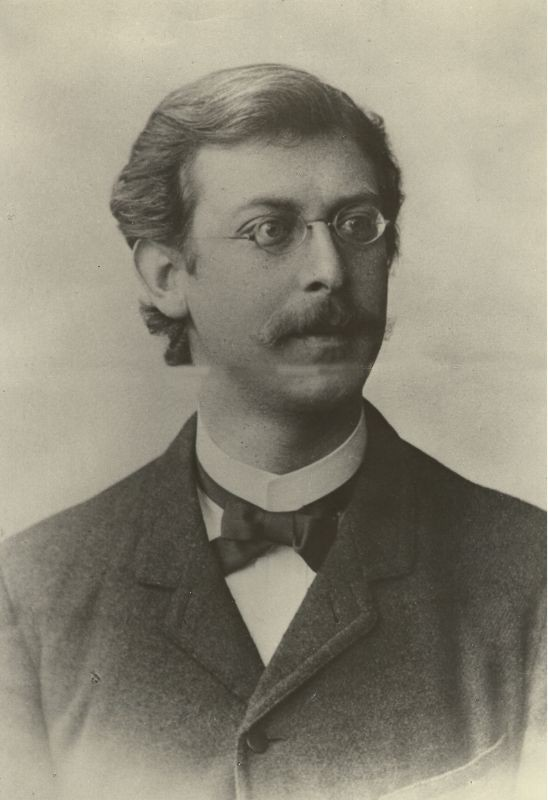

루돌프 슈타믈러(독일어: Rudolf Stammler, 1856년 2월 19일 ∼ 1938년 4월 25일)는 신칸트파의 마르부르크학파에 속하는 독일의 법학자이다. 비판적 방법에 따라서 법의 순수 형식을 찾고, ‘불가침적·자주적·결합적 의욕’이라는 법개념에 도달하였다. 이 자유로운 의욕의 결합된 순수 완성상태를 정(正 : 당위(當))법인 법이념으로 하였다. 법실증주의에 의한 자연법 부인에 반대하지만, 다른 한편으로 일부일처제처럼 고래(古來)의 자연법론이 경험적 내용을 가지고 주장된 것에 대해서도 반대하고 순보편 형식적인 ‘내용가변(內容可變)의 자연법’을 설파하였다.